# Ägg (livsmedel)

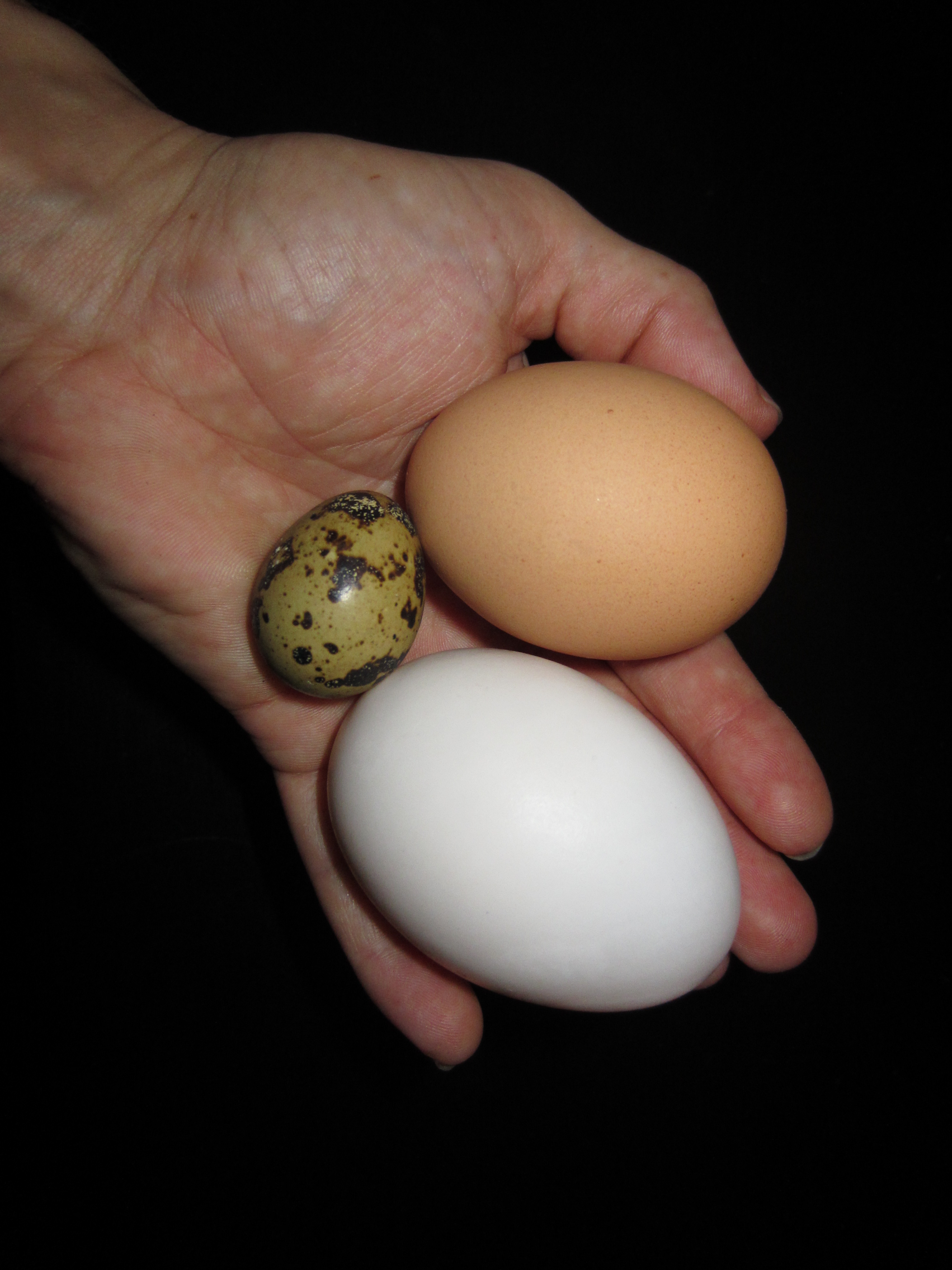
Vaktel- höns- och ankägg. Tre populära ägg som konsumeras som livsmedel.

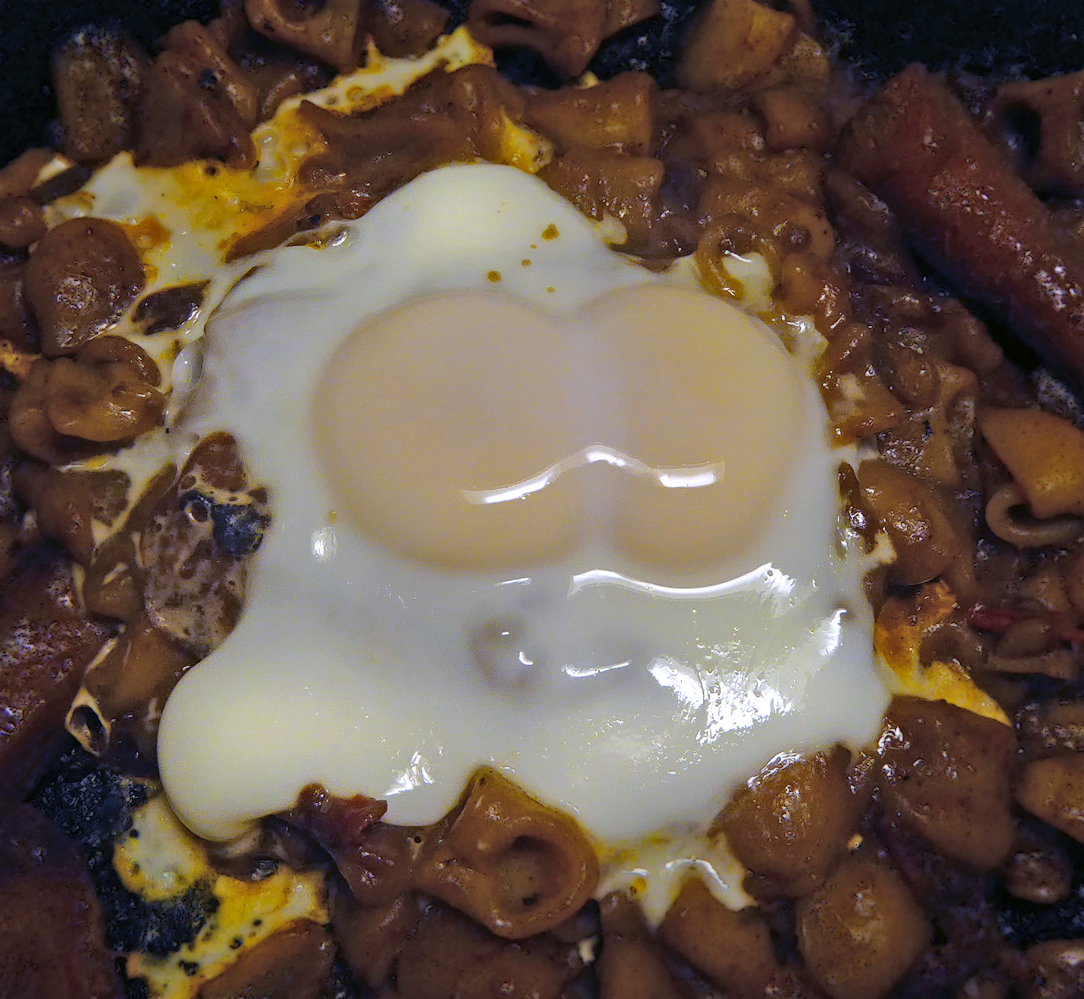
Ett hönsägg med två gulor

Ägg som livsmedel kommer främst från fåglar, men även kräldjur som vissa arter av sköldpadda och fiskägg, så kallad rom, används som föda, och konsumeras och tillreds på en rad olika sätt. Bland tamfågel är det främst ägg från höns, anka, vaktel, gås och struts som används som föda, och bland vilda fåglar är det främst olika änder, gäss och havsfågel. Till de vanligaste tillagningsmetoderna hör kokning och stekning, men ägg förekommer också i mer komplicerade anrättningar som degar, i pannkakor, quiche och dylikt. I vissa rätter används bara äggulan, som i suffléer, medan bara äggvitan används i exempelvis maräng.
Äggulor koagulerar (stelnar) vid 65–70 °C men temperaturen höjs beroende på vad äggulorna blandas med. När man blandar äggulor med stärkelse (exempelvis potatismjöl) höjs temperaturen då äggulorna koagulerar till 85 °C. Äggvita koagulerar vid 60–65 °C.
Allergi mot ägg förekommer främst hos yngre barn, och många växer ifrån den när de blir äldre. Vanligtvis är det äggvitans proteiner man är allergisk emot, men det förekommer även mer sällan att man istället är allergisk mot proteiner i äggulan. Den senare formen innebär ofta att man även är allergisk mot hönskött. Den som är allergisk mot ägg tål ofta inte heller apelsiner.

## Historia
Ägg som livsmedel antas vara lika gammalt som mänskligheten. Fågelägg har varit värdefulla livsmedel sedan förhistorien, både i jaktsamhällen och nyare kulturer där fåglarna har domesticerats. I många kulturer har ägg varit, och är en viktig symbol, och på många platser är det starkt förknippade med traditioner och religion. I andra kulturer är istället ägget tabu, eller anses smutsigt och får inte ätas.

## Anatomi och egenskaper

Uppbyggnad av ett hönsägg:
1. Äggskal
2. Yttre membran
3. Inre membran
4. Äggsnodd
5. Yttre äggvita
6. Mellersta äggvitan
7. Membran
8. Kärna
9. Groddskiva
10. Mörk äggula
11. Ljus äggula
12. Inre äggvita
13. Äggsnodd
14. Luftcell
15. Hud

Ett ägg är format som en sfäroid där ena änden är större än den andra med cylindrisk symmetri längs den långa axeln. Den större änden av ägget innehåller en luftcell som bildas när innehållet i ägget svalnar och dras ihop efter att det är lagt. Man kan ta reda på om ett ägg är rått eller kokt genom att lägga det på sidan på ett glatt underlag och putta till det så det snurrar likt en snurra. Ett kokt ägg snurrar länge, men ett okokt stannar redan efter få varv. Detta beror på att äggulan förflyttar sig något i det snurrande råa ägget.
Lägger man ett ägg i ättiksyra några dagar kommer skalet att så gott som helt lösas upp och ägget få en elastisk konsistens. Om man därefter sköljer av ägget med vatten kan man se gulan inuti. Ägget är då plastiskt, och lägger man det försiktigt i en tratt nerstucken i en flaska har ägget efter några timmar oskadat runnit ner i flaskan.
Ibland kan ett ägg ha dubbla gulor, ett fenomen som vanligare hos unga höns än hos gamla. Orsaken är att två äggceller har släppt samtidigt från hönans äggstock.

## Hönsägg
Höns är effektiva foderomvandlare. På två kilo foder värper en modern värphöna cirka ett kilo ägg.
Unga hönor värper mindre ägg och äldre hönor större. Mängden kalcium i skalet är i princip alltid lika stor och därför har små ägg tjockare skal än stora ägg. Vita ägg kommer vanligen från vita hönor och de bruna vanligen från bruna hönor.

### Klasser
| Klass | Tolkning     | Storlek (g) |
| ----- | ------------ | ----------- |
| XL    | Extra large  | >73         |
| L     | Large        | >63–73      |
| M     | Medium       | >53–63      |
| S     | Small        | ≤53         |
| DD    | Dubbla gulor | –           |

### Märkning

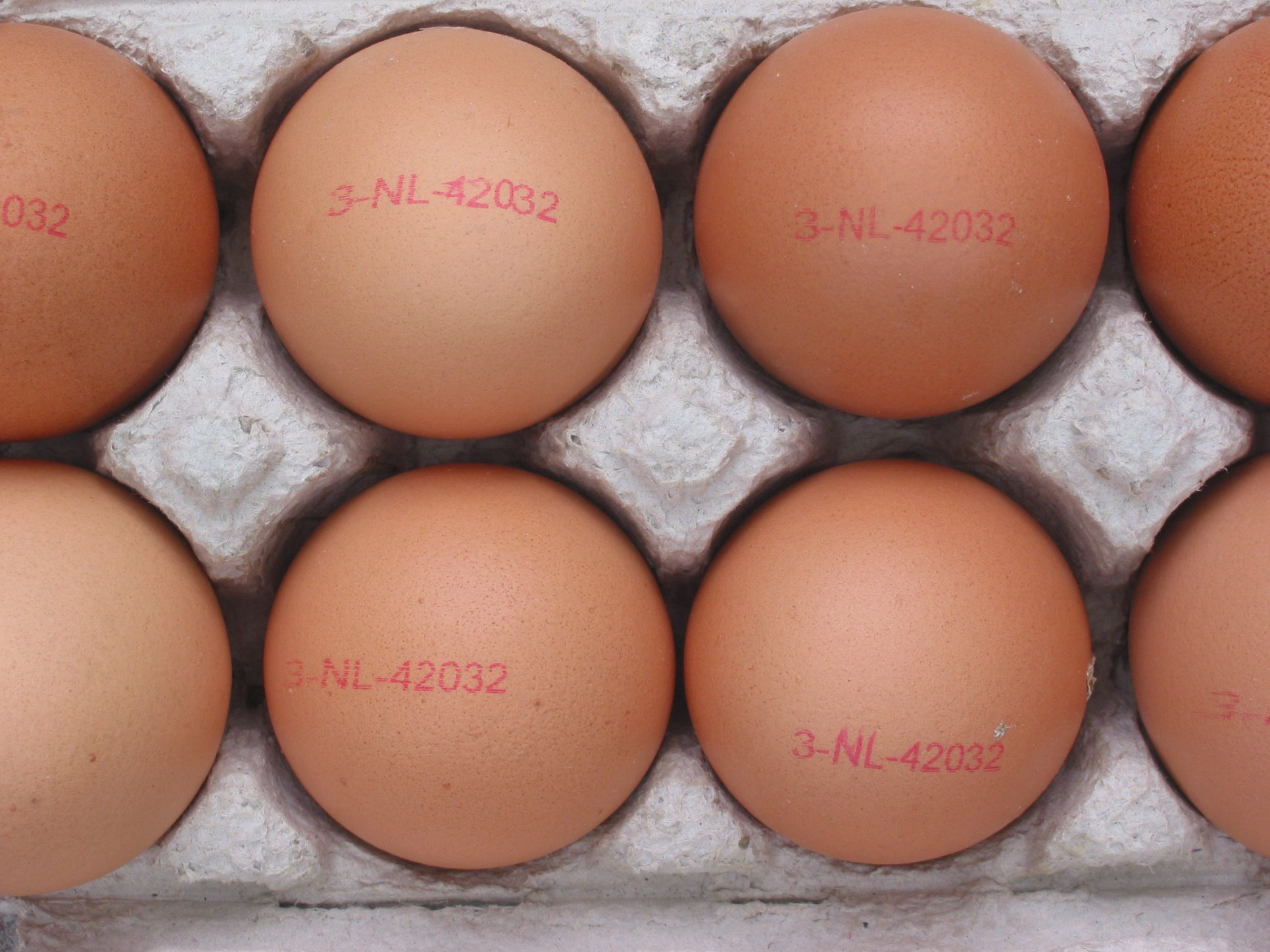
Exempel på märkta ägg från Nederländerna.

Bäst före-datumet på äggkartonger anges enligt EU-lagstiftning och får vara som längst 28 dagar efter värpdagen. I många länder förvaras ägg i rumstemperatur. Kylförvaring (max 4 grader Celsius) rekommenderas, och då kan äggen vara hållbara flera veckor efter bäst före-datumet.
Dessutom ska varje enskilt ägg ges en ursprungsmärkning: X-YY-ZZZ-Z
X är en siffra angivande produktionssätt:
0 = Ekologiskt. Minst 4 m² per höna utomhus och högst 6 hönor per m² inomhus

1 = Frigående utomhus. Högst 9 hönor per m²

2 = Frigående inomhus. Högst 9 hönor per m²

3 = Inredda burar. Högst 16 hönor per bur och minst 750 cm² per höna.
Y en bokstavskod angivande ursprungsland:
| Landkod            | Landkod       | Landkod           | Landkod       |
| ------------------ | ------------- | ----------------- | ------------- |
| AT: Österrike      | BE: Belgien   | CY: Cypern        | CZ: Tjeckien  |
| DE: Tyskland       | DK: Danmark   | EE: Estland       | ES: Spanien   |
| FI: Finland        | FR: Frankrike | GR: Grekland      | HU: Ungern    |
| IE: Irland         | IT: Italien   | LT: Litauen       | LU: Luxemburg |
| LV: Lettland       | MT: Malta     | NL: Nederländerna | PL: Polen     |
| PT: Portugal       | SE: Sverige   | SI: Slovenien     | SK: Slovakien |
| UK: United Kingdom |               |                   |               |

Z är ett tal med 3 siffror angivande produktionsställe och eventuellt en siffra efter bindestrecket angivande olika stall på samma produktionsställe.

## Hållbarhet
Svenska hönsägg som förvaras i en äggkartong i ett kylskåp med den spetsiga delen nedåt håller sig färska cirka 2–3 månader efter produktion, vilket innebär omkring 1–2 månader efter bäst före-datumet. Kokta ägg kan förvaras i en tättförsluten behållare eller plastpåse i kylskåp (1–8 °C) i cirka en vecka.
Förutom att utgå från lukten kan man kontrollera färskheten på ett vanligt hönsägg genom att lägga det i en skål med vatten. Sjunker ägget så är det färskt. Flyter ägget upp är det några månader gammalt, eftersom den luftbubbla som finns i ägget blir större med tiden. Ett äggskal innehåller ytterst små hål som släpper igenom luft för att fostret ska kunna andas inuti ett ägg. Ju äldre ägget blir desto mer luft kommer det in i ägget. Luften är lättare än vattnet och får ägget att lyfta. Kokta ägg blir mer lättskalade om de kort sköljs i kallt vatten. Om det ändå är svårskalat kan det bero på att ägget är alltför färskt.

## Näringsvärde
Näringsvärde i ett ägg per 100 g:
| Ämne                 | Innehåll (gram) |
| -------------------- | --------------- |
| Protein              | 12              |
| Fett                 | 10              |
| varav mättat fett    | 2,6             |
| Natriumklorid "salt" | 0,4             |
| Kolhydrater          | <0,5            |
| varav sockerarter    | 0               |

## Exempel på maträtter och livsmedel

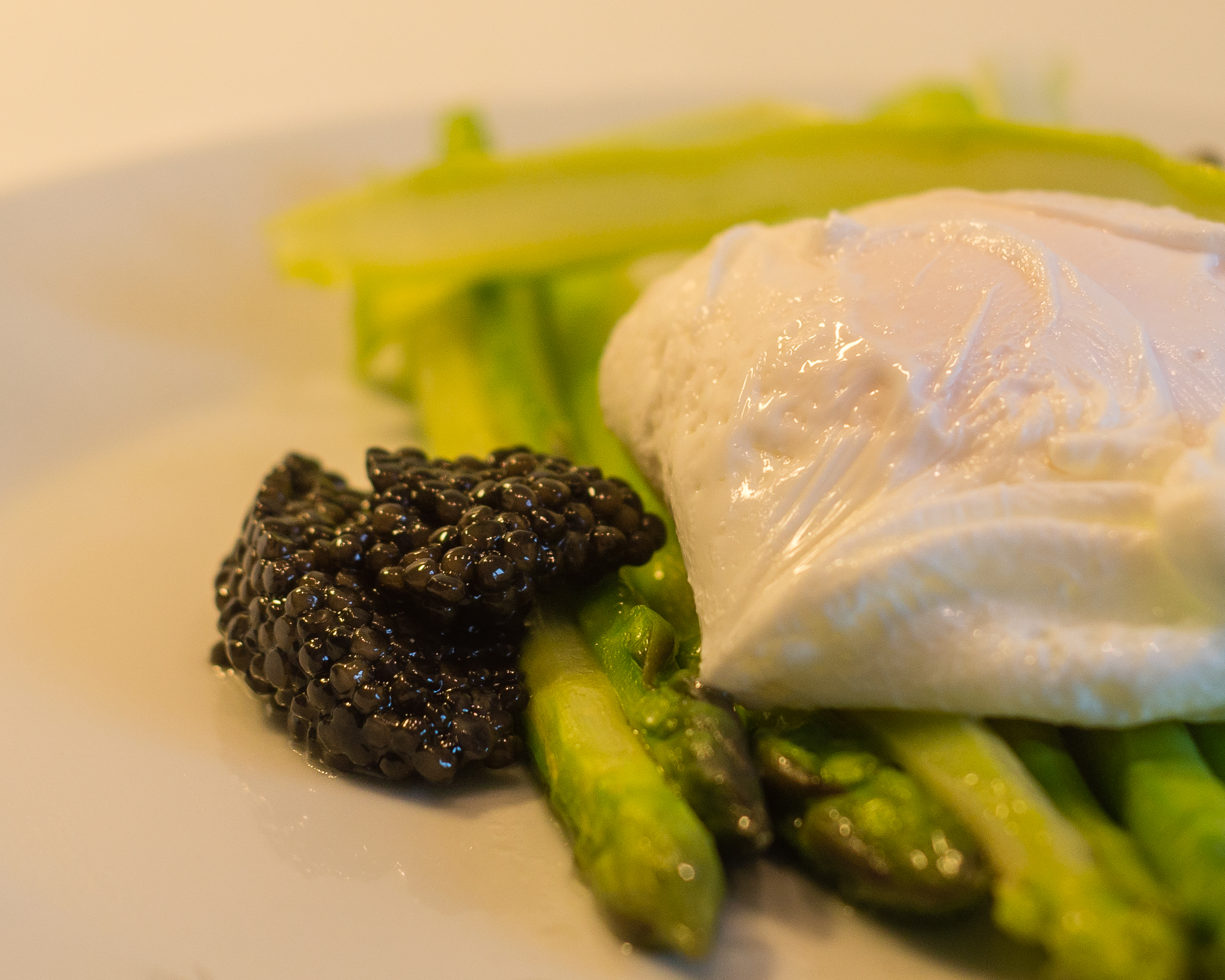
Pocherat ägg serverat med sparris och kaviar.

Ägg används i en mängd maträtter och livsmedel. I vissa rätter används bara äggulan och ibland bara äggvitan. Som ingrediens fungerar äggulan som en viktig emulgeringsmedel i köket, och används även som förtjockningsmedel, exempelvis i krämer. 
Ägg är huvudingrediens i exempelvis pannkakor, äggröra, omelett och äggost. I desserter som glass, zabaglione, vaniljsås och äggtoddy används bara äggula. I många rätter används äggstanning, exempelvis i gratänger och pajer, där de senare ibland benämns quiche. En specifik form av äggstanning, där man bara använder äggula är suffléer. I många såser används ägg, antingen bara gula eller hela ägget, exempelvis i majonnäs, hollandaisesås, aioli, bearnaisesås, nobissås och äggsås. I vissa grytor och såser tillsätter man äggvita mot slutet av kokningen för att klara den. Detta innebär att äggviteämnen kemiskt reagerar och binder vissa av grumligheterna som flyter upp till utan som ett skum och som man sedan kan lyfta bort med en hålslev. Ägg används även till många former av degar och liknande, i viss typ av pasta och nudlar. Enbart äggvita används i många bakverk som maräng, marshmallows, mandelbiskvier och macarons
Fiskrom konsumeras som olika former av kaviar, men exempelvis torskrom äts även stekt eller grillad.